# Urban Gad (søofficer)
Nicolaus Urban Gad (20. december 1841 i København – 6. april 1920) var en dansk søofficer.
Gad var søn af justitsråd, herredsfoged H.C. Gad og hustru f. Bruun. Han blev løjtnant 1862, premierløjtnant 1868, kaptajn 1880, kommandør 1892 og tog afsked 1901 som karakteriseret kontreadmiral. Han var konstitueret chef for 1. udskrivningskreds 1901.
Han var Kommandør af 1. grad af Dannebrogordenen, Dannebrogsmand og modtog Christian 9.s medalje. Formand for Dansk Ferskvands-Kultur.
Han var gift med forfatterinden Emma Gad og far til Henry Christian Gad og Urban Gad.
Han er begravet på Holmens Kirkegård.